# Alpaida pedro
Alpaida pedro là một loài nhện trong họ Araneidae.
Loài này thuộc chi Alpaida. Alpaida pedro được Herbert Walter Levi miêu tả năm 1988.